# Charles Sedley, V baronetto
Sir Charles Sedley, V baronetto (Aylesford, 5 marzo 1639 – Londra, 20 agosto 1701) è stato un nobile, politico e commediografo inglese.

## Biografia
Charles Sedley nacque ad Aylesford nel 1639, figlio di Sir John Sedley e della moglie Elizabeth, figlia di Henry Savile. Studiò al Wadham College dell'Università di Oxford, che lasciò senza aver ottenuto la laurea e nel 1656, alla morte del fratello maggiore William, ereditò il titolo. Dal primo matrimonio con Lady Katherine Savage ebbe la figlia Catherine; Lady Katherine soffrì di gravi disturbi mentali, tanto da essere internata in un convento a Gand, e Sedley tentò senza successo di ottenere il divorzio. Dalla relazione con Ann Ayscough, conosciuta intorno al 1670, ebbe due figli illegittimi, William (morto durante l'infanzia) e Charles Sedley.
Pur essendo un beneamato mecenate delle arti durante il periodo della Restaurazione, Sedley è noto soprattutto come libertino della cerchia di John Wilmot. Nel 1663 fu protagonista di una burla a Bow Street che gli valse una multa di duemila marchi: Sedle, pronunciò un sermone irriverente dal balcone dell'Oxford Kate's Inn, durante il quale elogiò i propri genitali, che successivamente intinse in un calice di vino prima di berlo e ad esso seguì un secondo calice in onore del re. Nonostante l'atteggiamento scanzonatorio, fu un attivo membro del parlamento per New Romney fino agli anni 1660 e poi di nuovo dal 1690.

## Attività letteraria
Charles Sedley fu autore di diverse canzoni, tra cui "Phyllis in My Only Joy", e si cimentò nella traduzione di poeti latini in diverse occasioni: tradusse infatti il IV libro delle Georgiche di Virgilio, l'ottava ode del secondo libro di Orazio e tre elegie dagli Amores di Ovidio. Scrisse anche numerosi epigrammi ispirandosi a Marziale. La sua fama letteraria è legata soprattutto all'attività teatrale, in cui ebbe modo di sfruttare al meglio la sua arguzia e ironia. Le raccolte delle sue opere, pubblicate tutte postume, vengono ritenute spurie dai critici e pertanto è difficile quantificare quante opere teatrali abbia effettivamente scritto. Il suo capolavoro è Bellamira: or, The Mistress (1687), una commedia ispirata all'Eunuco di Terenzio in cui l'eroina richiama la figura di Barbara Villiers, amante di Carlo II. Di minor successo furono invece le sue due tragedie: Antony and Cleopatra (1677) e The Tyrant King of Crete (1702), ispirata ad Henry Killigrew.